# Пианист
Пиани́ст, пиани́стка — музыкант, исполнитель на фортепиано. Пианисты могут выступать сольно, играть в составе ансамбля или оркестра, а также аккомпанировать другим музыкантам. Лишь немногие пианисты становятся концертирующими, сольно или в составе ансамблей, большинство пианистов занято другой работой: аккомпанированием, выступлением в фойе отелей и ресторанов, работой на музыкальных студиях, преподаванием музыки.
Профессиональные качества пианиста складываются из его технических навыков, выразительности исполнения и способности создавать собственные интерпретации исполняемых произведений. Среди пианистов существуют конкурсы мастерства.
Многие знаменитые композиторы, по свидетельству современников, были одновременно и талантливыми пианистами. Например, Вольфганг Амадей Моцарт, Людвиг ван Бетховен, Ференц Лист, Клара Шуман, Иоганнес Брамс, Фредерик Шопен, Шарль Валантен Алькан, Сергей Рахманинов и другие.

## Обучение
Обычно детей начинают обучать игре на инструменте ещё в раннем возрасте, даже с трёх лет. Обучение состоит из следующих компонентов:
- Освоение репертуарных произведений. Это произведения, предназначенные для исполнения перед широкой публикой. Такие произведения обычно заучиваются наизусть и доводятся до высокой степени совершенства.
- Упражнения для пальцев. К таковым относятся специально разработанные упражнения (например, хорошо известные упражнения Ганона, Донаньи), гаммы, арпеджио и т. д., а также специальные развивающие технику произведения — этюды.
- Чтение с листа. Так называется игра более лёгких произведений по нотам без подготовки, в идеале — не глядя на клавиатуру. Читаемое с листа произведение играется по многу раз, для обеспечения хорошего знакомства с ним, но не доводится до такого высокого уровня, как репертуарное произведение. Чтение с листа развивает уверенность при игре и обеспечивает широкое знакомство с музыкальной литературой.
- Импровизация. Это умение на ходу придумывать исполняемое произведение. Искусство импровизации тесно связано с развитием музыкального слуха и обучением теории музыки. Импровизация также служит прологом к композиции.
- Игра в ансамбле. Игра в ансамбле учит пианиста взаимодействию с другими музыкантами.
- Сольфеджио. Это упражнения для развития музыкального слуха.
- Теория музыки. Изучение теории музыки позволяет глубже понять структуру исполняемых произведений.

Обучение игре на фортепиано занимает много лет.

## Профессиональная карьера
Большинство профессиональных пианистов специализируется на музыке определённых композиторов или определённых эпох. Часто пианистов делят на классических — исполняющих в основном классическую музыку, и джазовых — исполняющих в основном джаз, блюз, рок и популярную музыку.

## Праздник
8 ноября каждого года начиная с 2014 года отмечается День Пианиста.

## Пианисты в искусстве
- «Блеск» (англ. Shine) — фильм Скотта Хикса (1996).
- «Легенда о пианисте» (итал. La leggenda del pianista sull'oceano) — фильм Джузеппе Торнаторе (1998).
- «Пианист» (англ. The Pianist) — фильм Романа Полански (2002).
- «Пианистка» (фр. La Pianiste) — фильм Михаэля Ханеке (2001).